# Menétru-le-Vignoble
Menétru-le-Vignoble est une commune française située dans le département du Jura, dans la région culturelle et historique de Franche-Comté et la région administrative Bourgogne-Franche-Comté.

## Géographie

### Localisation

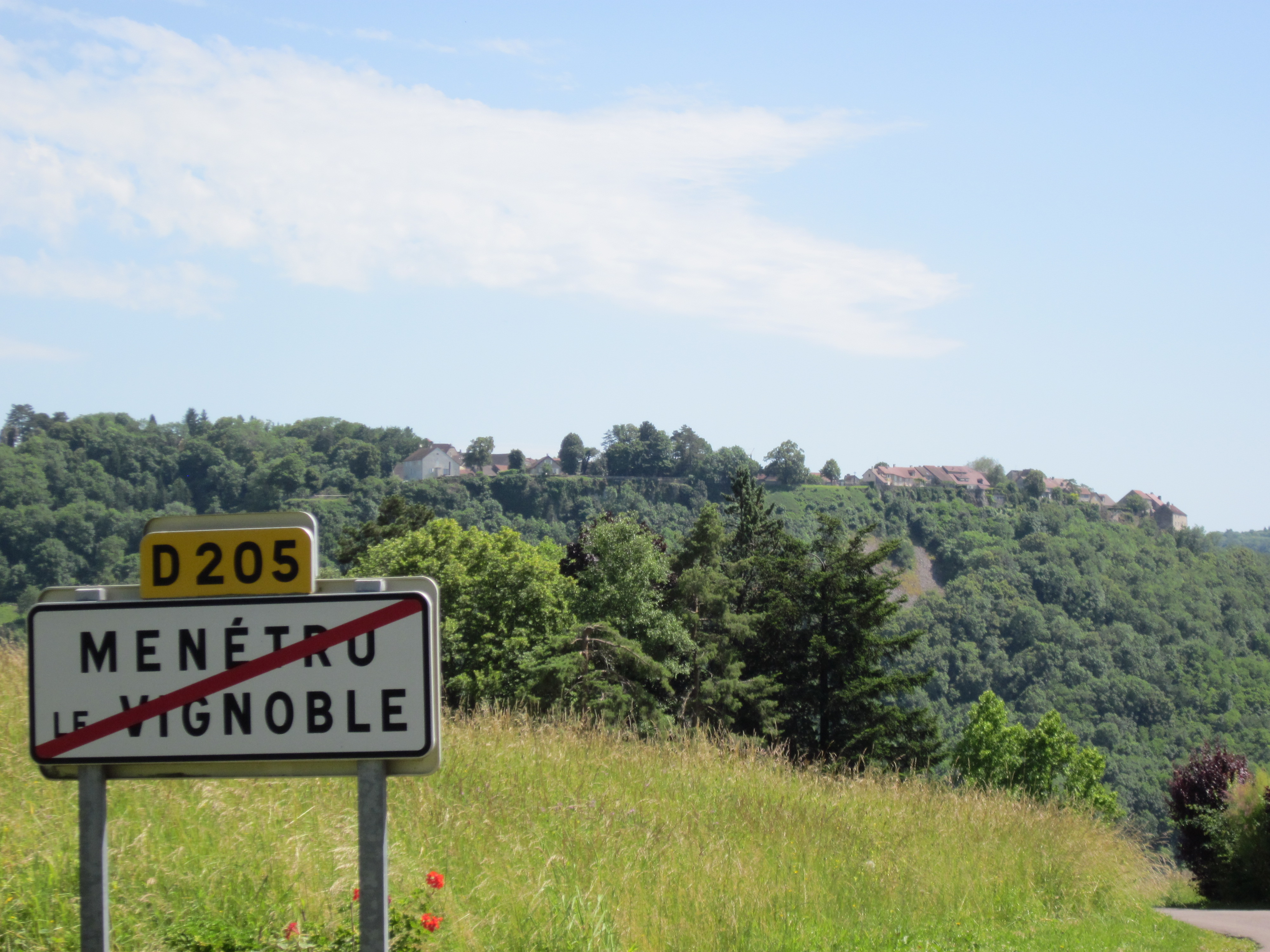
Château-Chalon vu depuis Menétru-le-Vignoble

Menétru-le-Vignoble est une commune viticole du Revermont située entre Château-Chalon et Frontenay, sur la route des vins du Jura.

### Communes limitrophes
Les communes limitrophes sont  Château-Chalon, Domblans et Frontenay.

### Géologie et relief
La superficie de la commune est de 5,88 km2 ; son altitude varie de 2,67  à   550 mètres.

### Hydrographie

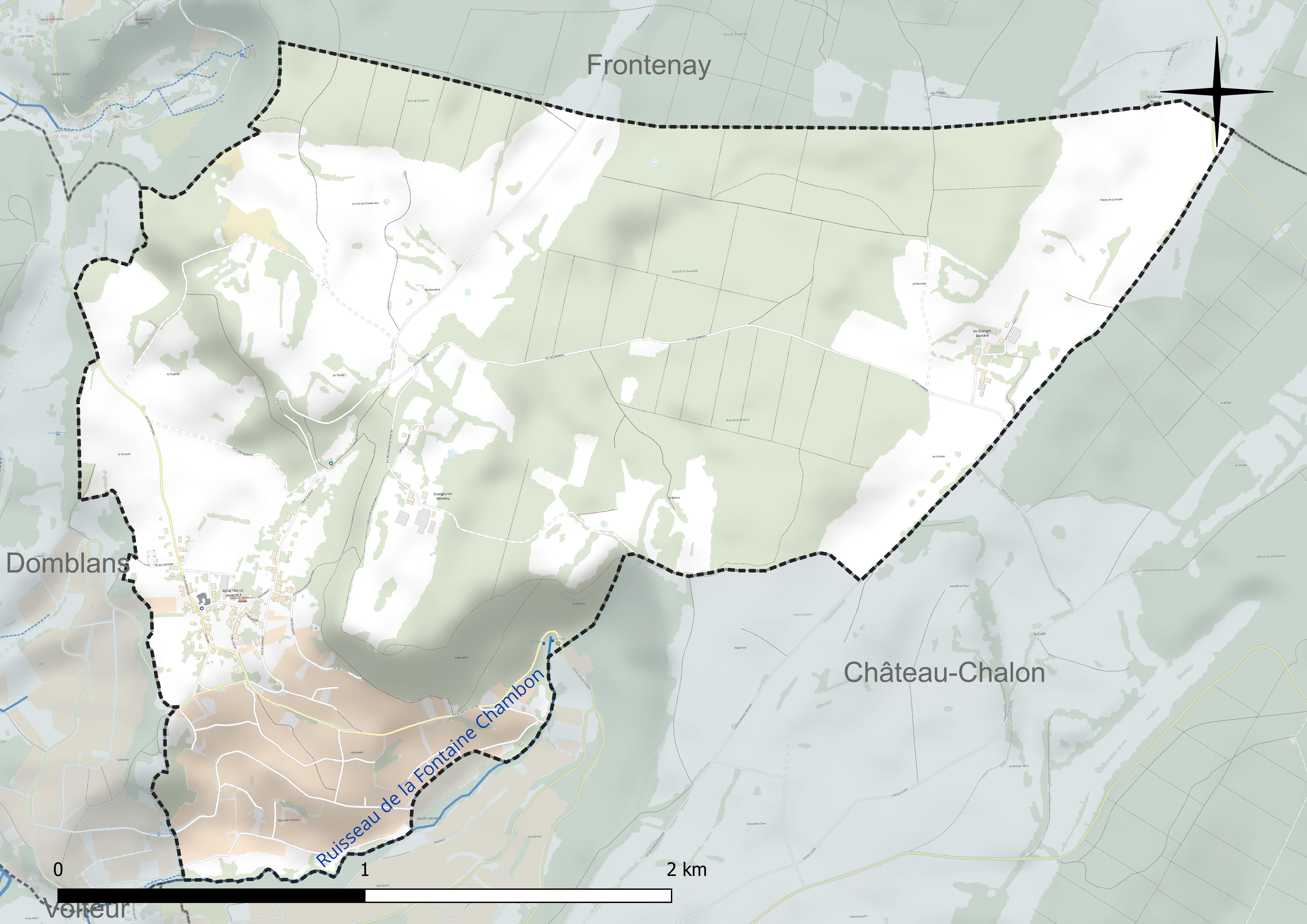
Carte hydrographique de la commune.

La commune est limitée au sud-est par le ruisseau de la Fontaine Chambon.

### Climat
Pour des articles plus généraux, voir Climat de la Bourgogne-Franche-Comté et Climat du département du Jura.
En 2010, le climat de la commune est de type climat de montagne, selon une étude du Centre national de la recherche scientifique s'appuyant sur une série de données couvrant la période 1971-2000. En 2020, Météo-France publie une typologie des climats de la France métropolitaine dans laquelle la commune est exposée à un climat semi-continental et est dans la région climatique Jura, caractérisée par une forte pluviométrie en toutes saisons (1 000 à 1 500 mm/an), des hivers rigoureux et un ensoleillement médiocre.
Pour la période 1971-2000, la température annuelle moyenne est de 10,4 °C, avec une amplitude thermique annuelle de 17,1 °C. Le cumul annuel moyen de précipitations est de 1 369 mm, avec 13,3 jours de précipitations en janvier et 9,1 jours en juillet. Pour la période 1991-2020, la température moyenne annuelle observée sur la station météorologique de Météo-France la plus proche, « Le Fied_sapc », sur la commune du Fied à 7 km à vol d'oiseau, est de 9,8 °C et le cumul annuel moyen de précipitations est de 1 434,5 mm. 
La température maximale relevée sur cette station est de 37,3 °C, atteinte le 19 juillet 2022 ; la température minimale est de −28,4 °C, atteinte le 20 décembre 2009,,.
Les paramètres climatiques de la commune ont été estimés pour le milieu du siècle (2041-2070) selon différents scénarios d'émission de gaz à effet de serre à partir des nouvelles projections climatiques de référence DRIAS-2020. Ils sont consultables sur un site dédié publié par Météo-France en novembre 2022.

## Urbanisme

### Typologie
Au 1er janvier 2024, Menétru-le-Vignoble est catégorisée commune rurale à habitat dispersé, selon la nouvelle grille communale de densité à sept niveaux définie par l'Insee en 2022.
Elle est située hors unité urbaine. Par ailleurs la commune fait partie de l'aire d'attraction de Lons-le-Saunier, dont elle est une commune de la couronne,. Cette aire, qui regroupe 139 communes, est catégorisée dans les aires de 50 000 à moins de 200 000 habitants,.

### Occupation des sols

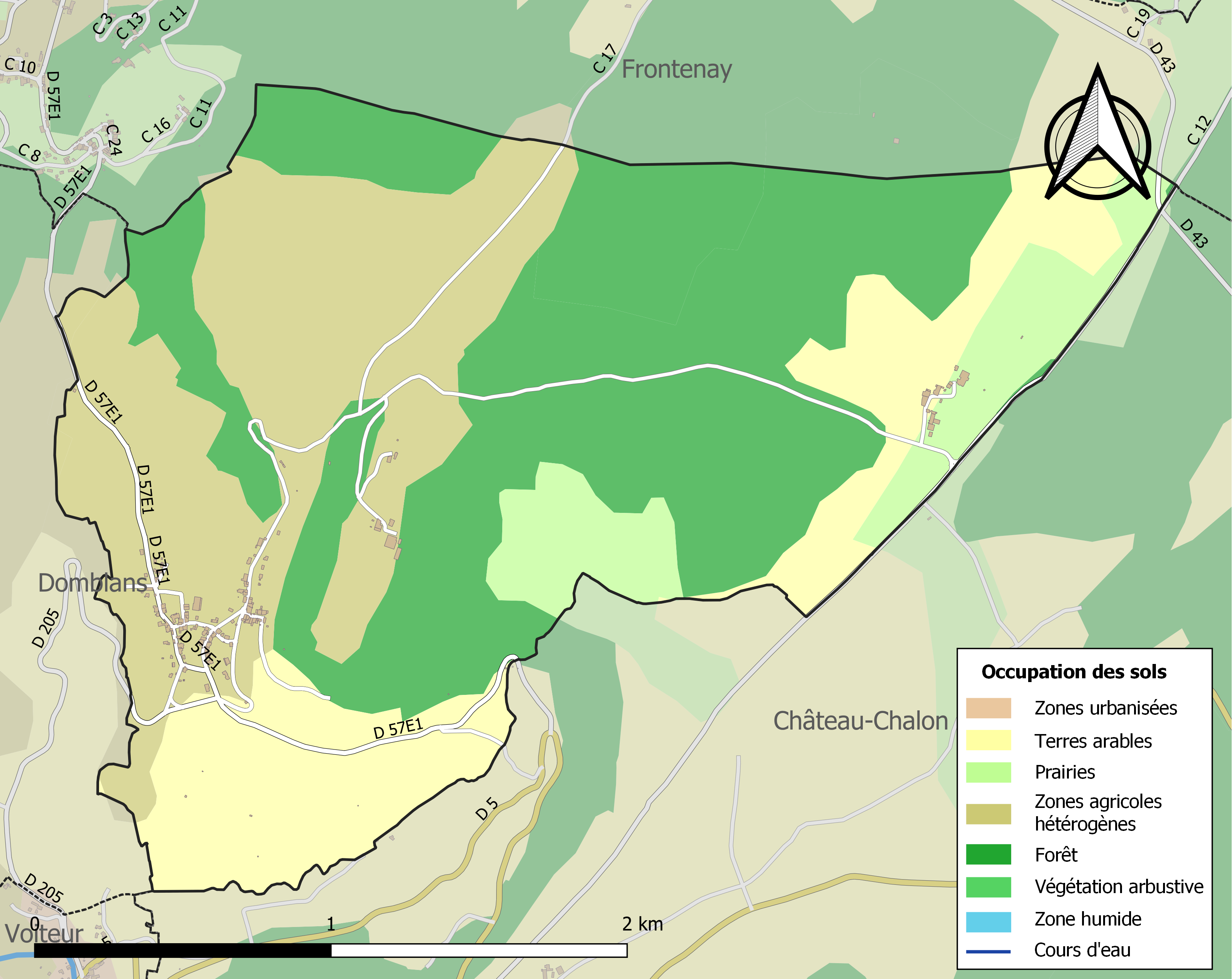
Carte des infrastructures et de l'occupation des sols de la commune en 2018 (CLC).

L'occupation des sols de la commune, telle qu'elle ressort de la base de données européenne d’occupation biophysique des sols Corine Land Cover (CLC), est marquée par l'importance des territoires agricoles (57,7 % en 2018), en augmentation par rapport à 1990 (54,6 %). La répartition détaillée en 2018 est la suivante : 
forêts (42,3 %), zones agricoles hétérogènes (30,2 %), cultures permanentes (10,7 %), prairies (9,1 %), terres arables (7,8 %). L'évolution de l’occupation des sols de la commune et de ses infrastructures peut être observée sur les différentes représentations cartographiques du territoire : la carte de Cassini (XVIIIe siècle), la carte d'état-major (1820-1866) et les cartes ou photos aériennes de l'IGN pour la période actuelle (1950 à aujourd'hui).

### Lieux-dits, hameaux et écarts
La commune compte deux hameaux : les Granges de Menétru et les Granges Bernard.

### Habitat et logement
En 2020, le nombre total de logements dans la commune était de 97, alors qu'il était de 90 en 2015 et de 90 en 2010.
Parmi ces logements, 69,8 % étaient des résidences principales, 26,8 % des résidences secondaires et 3,4 % des logements vacants. Ces logements étaient pour 93,8 % d'entre eux des maisons individuelles et pour 5,2 % des appartements.
Le tableau ci-dessous présente la typologie des logements à Menétru-le-Vignoble en 2020 en comparaison avec celle du département du Jura et de la France entière. Une caractéristique marquante du parc de logements est ainsi une proportion de résidences secondaires et logements occasionnels (26,8 %) supérieure à celle du département (10,4 %) et à celle de la France entière (9,7 %). Concernant le statut d'occupation de ces logements, 88,6 % des habitants de la commune sont propriétaires de leur logement (85,9 % en 2014), contre 66,1 % pour le département du Jura et 57,5 pour la France entière.
| Typologie                                               | Menétru-le-Vignoble | Jura | France entière |
| ------------------------------------------------------- | ------------------- | ---- | -------------- |
| Résidences principales (en %)                           | 69,8                | 79,8 | 82,1           |
| Résidences secondaires et logements occasionnels (en %) | 26,8                | 10,4 | 9,7            |
| Logements vacants (en %)                                | 3,4                 | 9,8  | 8,2            |

## Politique et administration

### Rattachements administratifs et électoraux

#### Rattachements administratifs
La commune se trouve dans l'arrondissement de Lons-le-Saunier du département du Jura.
Elle faisait partie depuis 1801 du canton de Voiteur. Dans le cadre du redécoupage cantonal de 2014 en France, cette circonscription administrative territoriale a disparu, et le canton n'est plus qu'une circonscription électorale.

#### Rattachements électoraux
Pour les élections départementales, la commune fait partie depuis 2014 du canton de Poligny
Pour l'élection des députés, elle fait partie de la première circonscription du Jura.

### Intercommunalité
Penvénan était membre de la communauté de communes du Pays du Coquelicot, un établissement public de coopération intercommunale (EPCI) à fiscalité propre créé en 2001 et auquel la commune avait transféré un certain nombre de ses compétences, dans les conditions déterminées par le code général des collectivités territoriales.
Dans le cadre des dispositions de la loi portant nouvelle organisation territoriale de la République du 7 août 2015, qui prévoit que les établissements publics de coopération intercommunale (EPCI) à fiscalité propre doivent avoir un minimum de 15 000 habitants, cette intercommunalité a fusionné avec sa voisine pour former, le 1er janvier 2017, la communauté de communes du Haut Pays du Montreuillois, dont est désormais membre la commune.

### Liste des maires
| Période                                  | Période                        | Identité                  | Étiquette | Qualité |
| ---------------------------------------- | ------------------------------ | ------------------------- | --------- | --- |
| Les données manquantes sont à compléter. |                                |                           |           | |
|                                          |                                |                           |           | |
|                                          |                                | François Brocard          | Rad. soc. | Propriétaire viticulteur Conseiller d'arrondissement de Voiteur (1894 → 1898) Conseiller général de Voiteur (1898 → 1928) Sénateur du Jura (1920 → 1933) |
|                                          |                                |                           |           | |
| 2001                                     | mars 2008                      | Daniel Gollion            |           | |
| mars 2008                                | mai 2020                       | François Fernex de Mongex |           | |
| mai 2020                                 | mars 2023                      | Christian Favory          |           | Cadre retraité Démissionnaire |
| juin 2023                                | En cours (au 30 novembre 2023) | Pascal Outhier            |           | Employé retraité |

## Population et société
Les habitants sont appelés les Ménétriciennes et les  Ménétriciens.

### Démographie
L'évolution du nombre d'habitants est connue à travers les recensements de la population effectués dans la commune depuis 1793. Pour les communes de moins de 10 000 habitants, une enquête de recensement portant sur toute la population est réalisée tous les cinq ans, les populations de référence des années intermédiaires étant quant à elles estimées par interpolation ou extrapolation. Pour la commune, le premier recensement exhaustif entrant dans le cadre du nouveau dispositif a été réalisé en 2006.

En 2022, la commune comptait 164 habitants, en évolution de +7,89 % par rapport à 2016 (Jura : −0,81 %, France hors Mayotte : +2,11 %).
| 1793 | 1800 | 1806 | 1821 | 1831 | 1836 | 1841 | 1846 | 1851 |
| ---- | ---- | ---- | ---- | ---- | ---- | ---- | ---- | ---- |
| 310  | 343  | 375  | 364  | 398  | 416  | 440  | 407  | 418  |

| 1856 | 1861 | 1866 | 1872 | 1876 | 1881 | 1886 | 1891 | 1896 |
| ---- | ---- | ---- | ---- | ---- | ---- | ---- | ---- | ---- |
| 375  | 372  | 368  | 356  | 348  | 341  | 349  | 337  | 298  |

| 1901 | 1906 | 1911 | 1921 | 1926 | 1931 | 1936 | 1946 | 1954 |
| ---- | ---- | ---- | ---- | ---- | ---- | ---- | ---- | ---- |
| 293  | 282  | 265  | 244  | 227  | 192  | 193  | 167  | 178  |

| 1962 | 1968 | 1975 | 1982 | 1990 | 1999 | 2006 | 2011 | 2016 |
| ---- | ---- | ---- | ---- | ---- | ---- | ---- | ---- | ---- |
| 173  | 151  | 127  | 125  | 138  | 138  | 149  | 154  | 152  |

| 2021 | 2022 | - | - | - | - | - | - | - |
| ---- | ---- | - | - | - | - | - | - | - |
| 162  | 164  | - | - | - | - | - | - | - |

## Économie

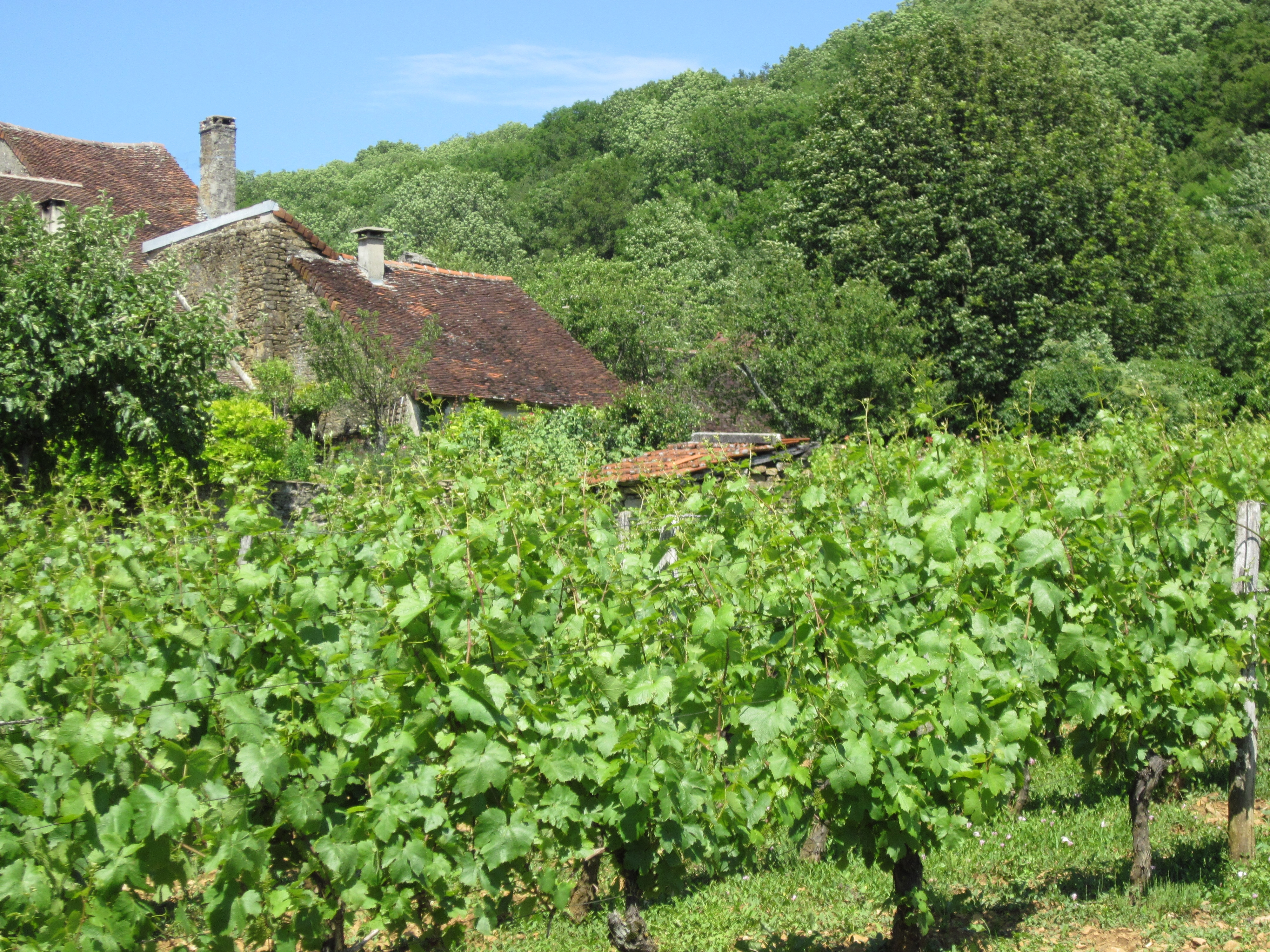
Vieux toits et vigne.

La commune est un lieu de production de vins du Jura.

## Culture locale et patrimoine

### Lieux et monuments
Site patrimonial remarquable, le village comprend le bourg avec de nombreuses maisons vigneronnes, souvent mitoyennes.
On peut signaler :
- Château des XVe – XVIe siècles  Inscrit MH (1997, partiel)[21] comportant une cour quadrangulaire entourée de dépendances et d’un corps de logis en L avec deux tours rondes à chaque angle[1]. Des modifications partielles ont été apportées aux siècles suivants comme le portail du XVIIe siècle.
- Église Saint Symphorien, du XVIIIe siècle avec un portail du XVe siècle, voûte de la nef remplacée par un plafond en 1950[22].
- Chemins pédestres dans le vignoble[1]
- Belvédère de la croix de Beaumont, qui ouvre sur la Bresse jurassienne[23]

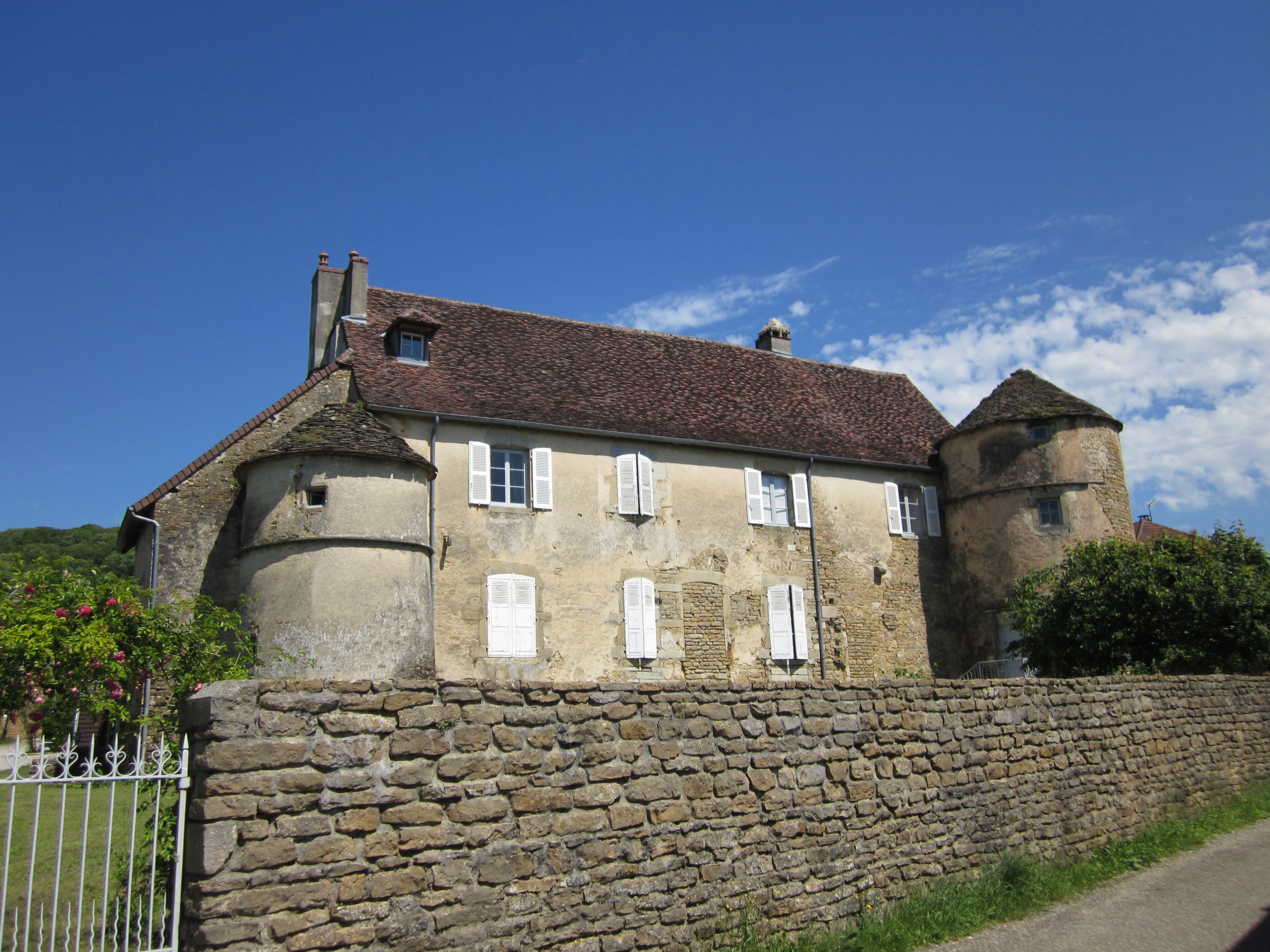
Château de Menétru-le-Vignoble et ses tourelles
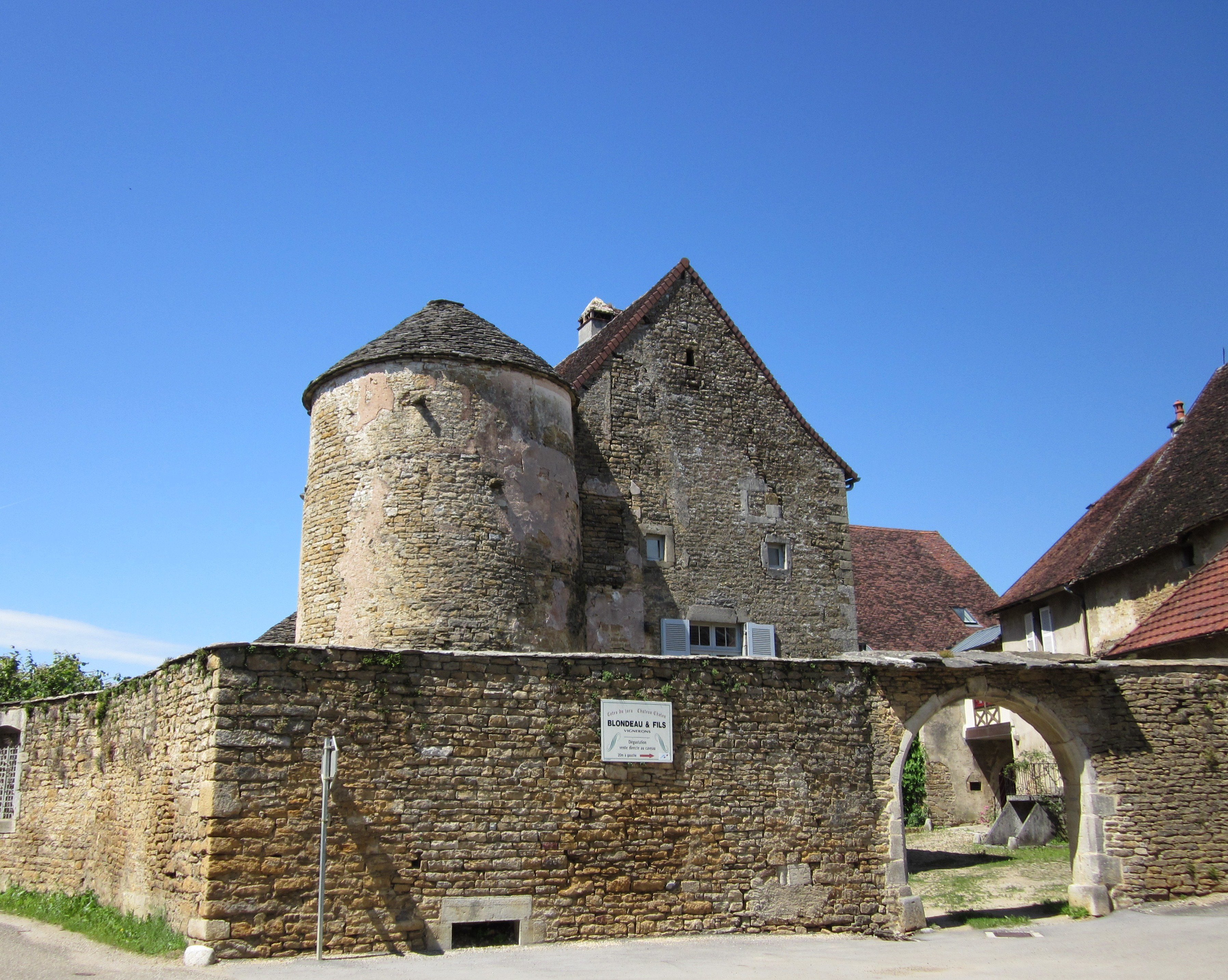
Château de Menétru-le-Vignoble (portail)
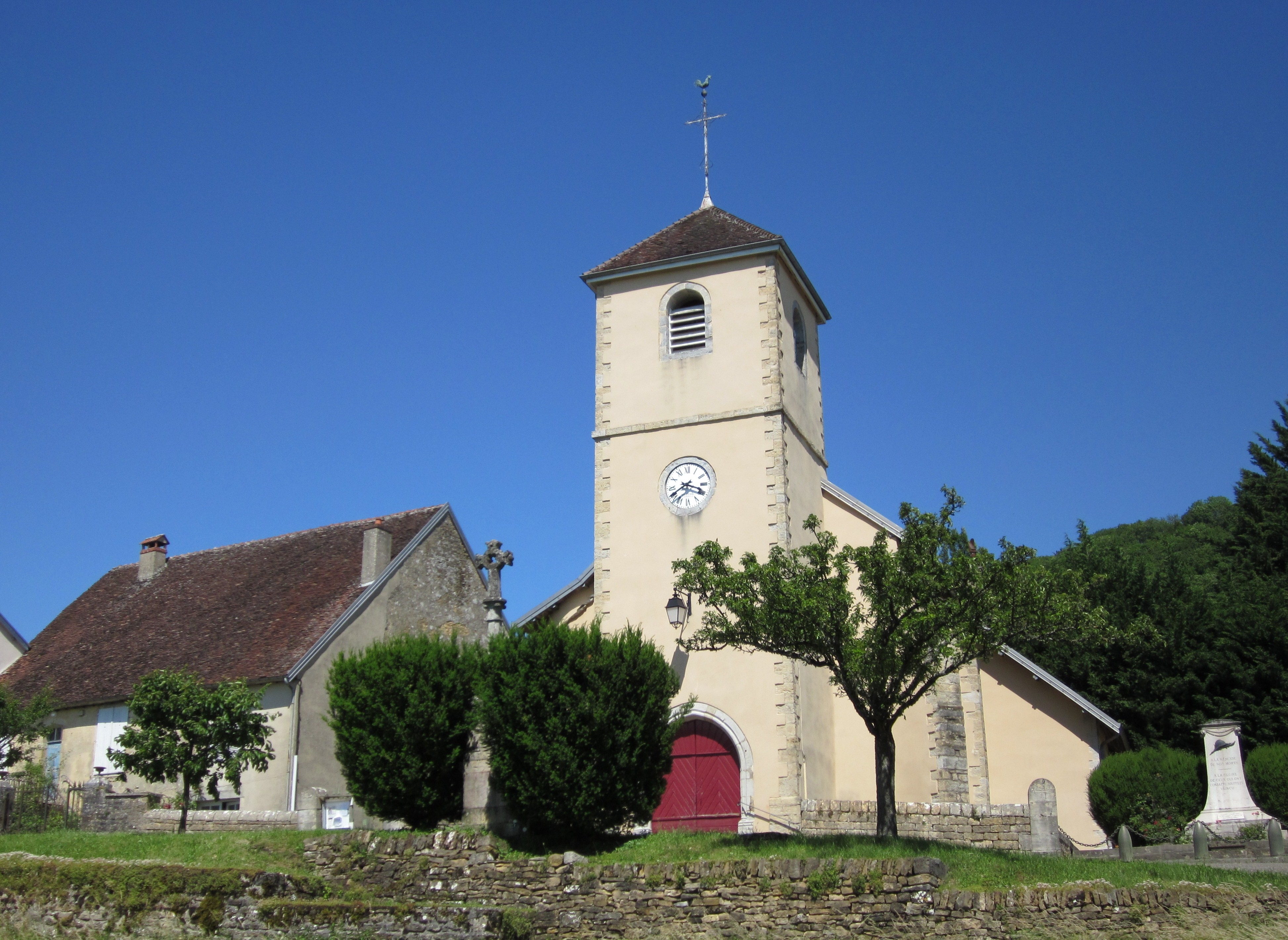
Menétru-le-Vignoble, église du XVIIIe siècle

### Héraldique
| Blason de Menétru-le-Vignoble | Blason  | Tiercé en pairle renversé : au 1er d'azur semé de billettes d'or, à un lion du même brochant, au 2e d'argent à une grappe de raisin feuillée de sinople et tigée de tenné, au 3e de gueules à une volute de crosse d'or. |
| Blason de Menétru-le-Vignoble | Détails | Le statut officiel du blason reste à déterminer. |

## Pour approfondir